# Alain Nobis
Pour les articles homonymes, voir Nobis.
Alain Nobis est un acteur français, né le 1er mars 1918 à Paris et mort dans la même ville le 2 novembre 1982. Il joue souvent à la télévision dans des dramatiques historiques.

## Biographie
Alain Nobis, nom de scène d'Alain Pautot, est le fils de l'actrice Clémence Pautot. Il était marié à Huguette Guyon-Vernier,.

## Théâtre
- 1953 : La Machine infernale de et mise en scène Jean Cocteau, Théâtre des Bouffes-Parisiens
- 1953 : Le Chauffeur de Max Maurey, mise en scène Michel de Ré, Théâtre du Grand-Guignol
- 1953 : La Garce et l'ange de Frédéric Dard, mise en scène Michel de Ré, Théâtre du Grand Guignol
- 1954 : Les salauds vont en enfer de Frédéric Dard, mise en scène Robert Hossein, Théâtre du Grand-Guignol
- 1955 : Pygmalion de George Bernard Shaw, mise en scène Jean Marais, Théâtre des Bouffes-Parisiens
- 1956 : Don Carlos de Frédéric Schiller, mise en scène Raymond Hermantier, Théâtre du Vieux-Colombier
- 1959 : Soleil de minuit de Claude Spaak, mise en scène Daniel Leveugle, Théâtre du Vieux-Colombier
- 1960 : Si la foule nous voit ensemble... de Claude Bal, mise en scène Jean Mercure, Petit Théâtre de Paris
- 1960 : Ana d'Eboli de Pierre Ordioni, mise en scène Pierre Valde, Théâtre Charles de Rochefort
- 1961 : Dommage qu'elle soit une putain de John Ford, mise en scène Luchino Visconti, Théâtre de Paris
- 1967 : Demandez Vicky de Marc-Gilbert Sauvajon, mise en scène Jacques-Henri Duval, Théâtre des Nouveautés
- 1968: Le Disciple du Diable de George Bernard Shaw, mise en scène Jean Marais, Théâtre de Paris
- 1967 : Ce soir à Samarcande de Jacques Deval, mise en scène André Leroux, Théâtre de la Renaissance, rôle de Sourab Kayam
- 1969 : Oedipe-roi de Jean Cocteau, mise en scène Jean Marais, Théâtre de l'Alliance française
- 1971 : Les Femmes savantes de Molière, mise en scène Jean Meyer, Théâtre des Célestins
- 1972 : Histoire d'un détective de Sidney Kingsley, mise en scène Jean Meyer, Théâtre des Célestins
- 1976 : L'École des femmes de Molière, mise en scène Jean Meyer, Théâtre des Célestins
- 1976 : Volpone de Jules Romains et Stefan Zweig d'après Ben Jonson, mise en scène Jean Meyer, Théâtre antique de Fourvière
- 1977 : Hamlet de William Shakespeare, mise en scène Julien Bertheau, Théâtre des Célestins
- 1977 : Topaze de Marcel Pagnol, mise en scène Jean Meyer, Théâtre des Célestins, Théâtre Saint-Georges
- 1979 : Danton et Robespierre d'Alain Decaux, Stellio Lorenzi et Georges Soria, mise en scène Robert Hossein, Palais des congrès de Paris
- 1981 : La guerre de Troie n'aura pas lieu de Jean Giraudoux, mise en scène Jean Meyer, Théâtre des Célestins
- 1981 : Les Sorcières de Salem de Arthur Miller, mise en scène Jean Meyer, Théâtre des Célestins
- 1981 : Volpone de Jules Romains et Stefan Zweig d'après Ben Jonson, mise en scène Jean Meyer, Théâtre des Célestins

## Filmographie

### Cinéma
- 1944 : Premier de cordée de Louis Daquin
- 1953 : Quand tu liras cette lettre de Jean-Pierre Melville
- 1953 : Le Guérisseur d'Yves Ciampi
- 1955 : Fantaisie d'un jour de Pierre Cardinal
- 1955 : Razzia sur la chnouf de Henri Decoin
- 1955 : Le Crâneur de Dimitri Kirsanoff
- 1955 : Futures Vedettes de Marc Allégret
- 1955 : La Rue des bouches peintes de Robert Vernay
- 1955 : Cherchez la femme de Raoul André
- 1956 : La Bande à papa de Guy Lefranc
- 1956 : Les Aventures de Gil Blas de Santillane de René Jolivet
- 1956 : Toute la ville accuse de Claude Boissol
- 1956 : Ce soir les jupons volent de Dimitri Kirsanov
- 1957 : Miss Catastrophe de Dimitri Kirsanov
- 1957 : Méfiez-vous fillettes d'Yves Allégret
- 1957 : La Peau de l'ours de Claude Boissol
- 1957 : Donnez-moi ma chance de Léonide Moguy
- 1957 : Quand la femme s'en mêle d'Yves Allégret
- 1957 : Charmants Garçons de Henri Decoin
- 1958 : Le Septième Ciel de Raymond Bernard
- 1958 : Chaque jour a son secret de Claude Boissol
- 1959 : Des femmes disparaissent, d'Édouard Molinaro
- 1959 : Un témoin dans la ville d'Édouard Molinaro
- 1959 : Croquemitoufle de Claude Barma
- 1959 : La Nuit des espions de Robert Hossein
- 1959 : Le Bossu d'André Hunebelle
- 1961 : Cause toujours, mon lapin de Guy Lefranc
- 1962 : Les Ennemis d'Édouard Molinaro
- 1962 : Les Mystères de Paris d'André Hunebelle
- 1963 : Blague dans le coin de Maurice Labro
- 1964 : Coplan prend des risques de Maurice Labro
- 1965 : Ces dames s'en mêlent de Raoul André
- 1965 : Pleins feux sur Stanislas de Jean-Charles Dudrumet
- 1968 : L'Homme à la Buick de Gilles Grangier
- 1971 : Les Assassins de l'ordre de Marcel Carné
- 1975 : Section spéciale de Costa-Gavras
- 1976 : Le Diable au cœur de Bernard Queysanne
- 1978 : La Carapate de Gérard Oury
- 1979 : Les bidasses en vadrouille de Christian Caza
- 1982 : Te marre pas... c'est pour rire ! de Jacques Besnard
- 1982 : Les Diplômés du dernier rang de Christian Gion
- 1982 : Les Misérables de Robert Hossein

### Télévision
- 1957 : Don Carlos de Pierre Viallet
- 1957 : En votre âme et conscience, épisode : L'affaire Levaillant ou le Cabinet des embûches de Claude Barma
- 1958 : En votre âme et conscience :  Le Troisième Accusé ou l'Affaire Gayet de Claude Barma
- 1964 : La Terreur et la Vertu : Danton - Robespierre de Stellio Lorenzi
- 1965 : Le train bleu s'arrête 13 fois, épisode Marseille, choc en retour de Michel Drach
- 1966 : Les Compagnons de Jéhu de Michel Drach (feuilleton télévisé)
- 1966 : Corsaires et Flibustiers de Claude Barma (feuilleton télévisé)
- 1966 : En votre âme et conscience, épisode : L'Affaire Bouquet de  Pierre Nivollet
- 1968 : Les Atomistes de Léonard Keigel
- 1968 : En votre âme et conscience, épisode : L'Affaire Beiliss ou Un personnage en plus et en moins de  Jean Bertho
- 1971 : Les Cinq Dernières Minutes, épisode Les Yeux de la tête de Claude Loursais
- 1971 : Au théâtre ce soir : La Corde de Patrick Hamilton, mise en scène Raymond Gérôme, réalisation Pierre Sabbagh, Théâtre Marigny
- 1972 : Les Fossés de Vincennes de Pierre Cardinal : Talleyrand
- 1972 : Le Bunker de Roger Iglésis : Franz Berndt
- 1972 : Au théâtre ce soir : Histoire d'un détective de Sidney Kingsley, mise en scène Jean Meyer, réalisation Pierre Sabbagh, Théâtre Marigny
- 1973 : Joseph Balsamo, feuilleton télévisé d'André Hunebelle
- 1973 : Karatekas and Co feuilleton en 6 épisodes d'Edmond Tyborowski
- 1973 : Les Nouvelles Aventures de Vidocq, épisode "Vidocq et l'archange" de Marcel Bluwal
- 1973 : Les Mohicans de Paris (d'Alexandre Dumas), feuilleton télévisé de Gilles Grangier : Guinard
- 1974 : Madame Bovary de Pierre Cardinal
- 1974 : Paul et Virginie de Pierre Gaspard-Huit (feuilleton télévisé)
- 1974 : Un curé de choc (26 épisodes de 13 minutes) de Philippe Arnal
- 1975 : Au théâtre ce soir : Il était une gare de Jacques Deval, mise en scène Jacques Mauclair, réalisation Pierre Sabbagh, Théâtre Édouard VII
- 1975 : Marie-Antoinette de Guy Lefranc
- 1978 : Les Folies Offenbach, épisode La Valse oubliée de Michel Boisrond
- 1978 : Au théâtre ce soir : Volpone de Jules Romains et Stefan Zweig d'après Ben Jonson, mise en scène Jean Meyer, réalisation Pierre Sabbagh, Théâtre Marigny
- 1979 : Le Roi Muguet de Guy Jorré
- 1979 : La Belle vie de Jean Anouilh réalisé par Lazare Iglesis : le président du Comité central
- 1979 : Un juge, un flic de Denys de La Patellière, seconde saison (1979), épisode : Une preuve de trop
- 1981 : La vie des autres série : Pomme à l'eau d 'Emmanuel Fonlladosa

## Doublage
- 1972 : Tintin et le Lac aux requins de Raymond Leblanc